# Rollregal

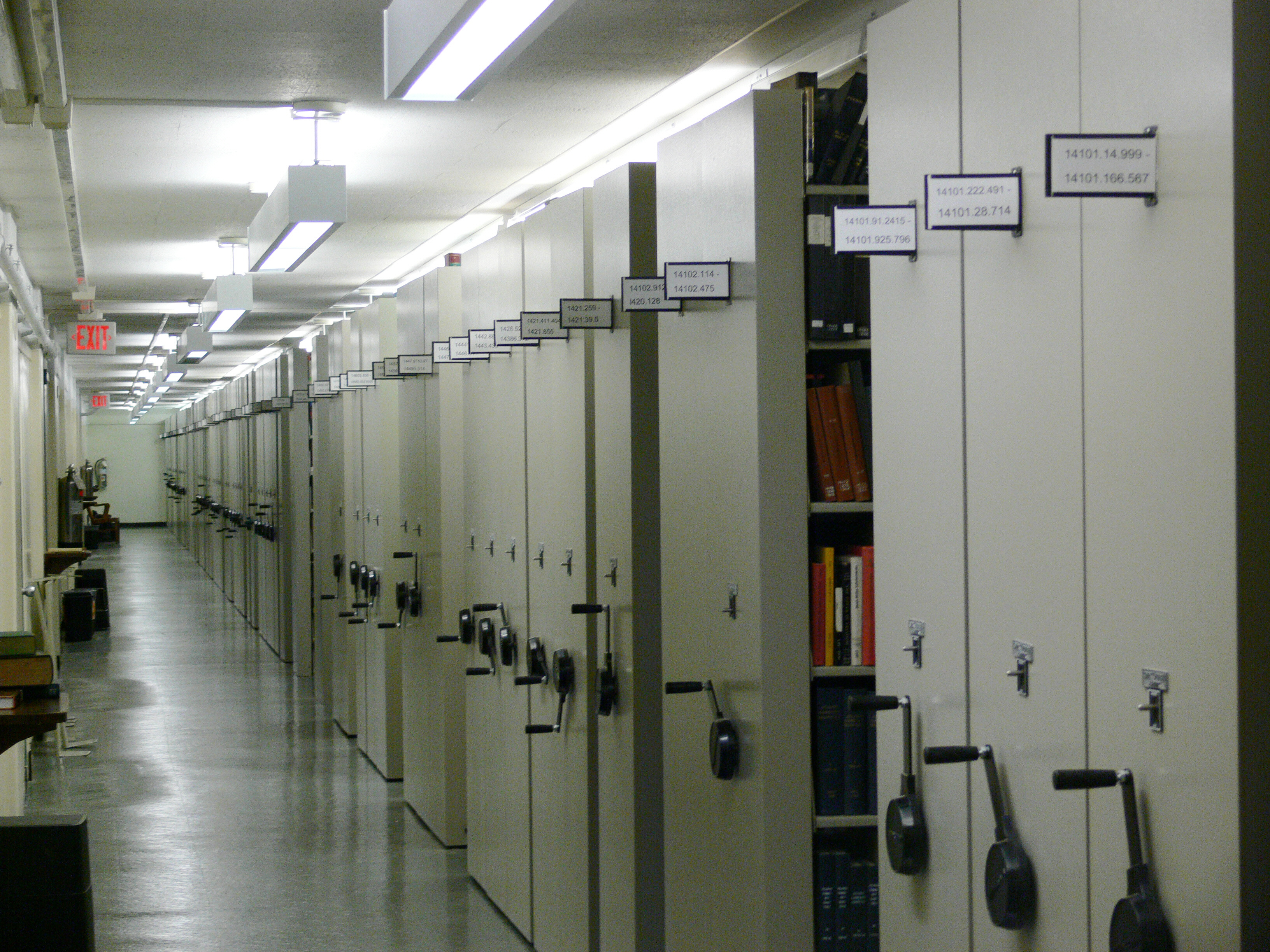
Rollregalsystem in der Princeton University Library

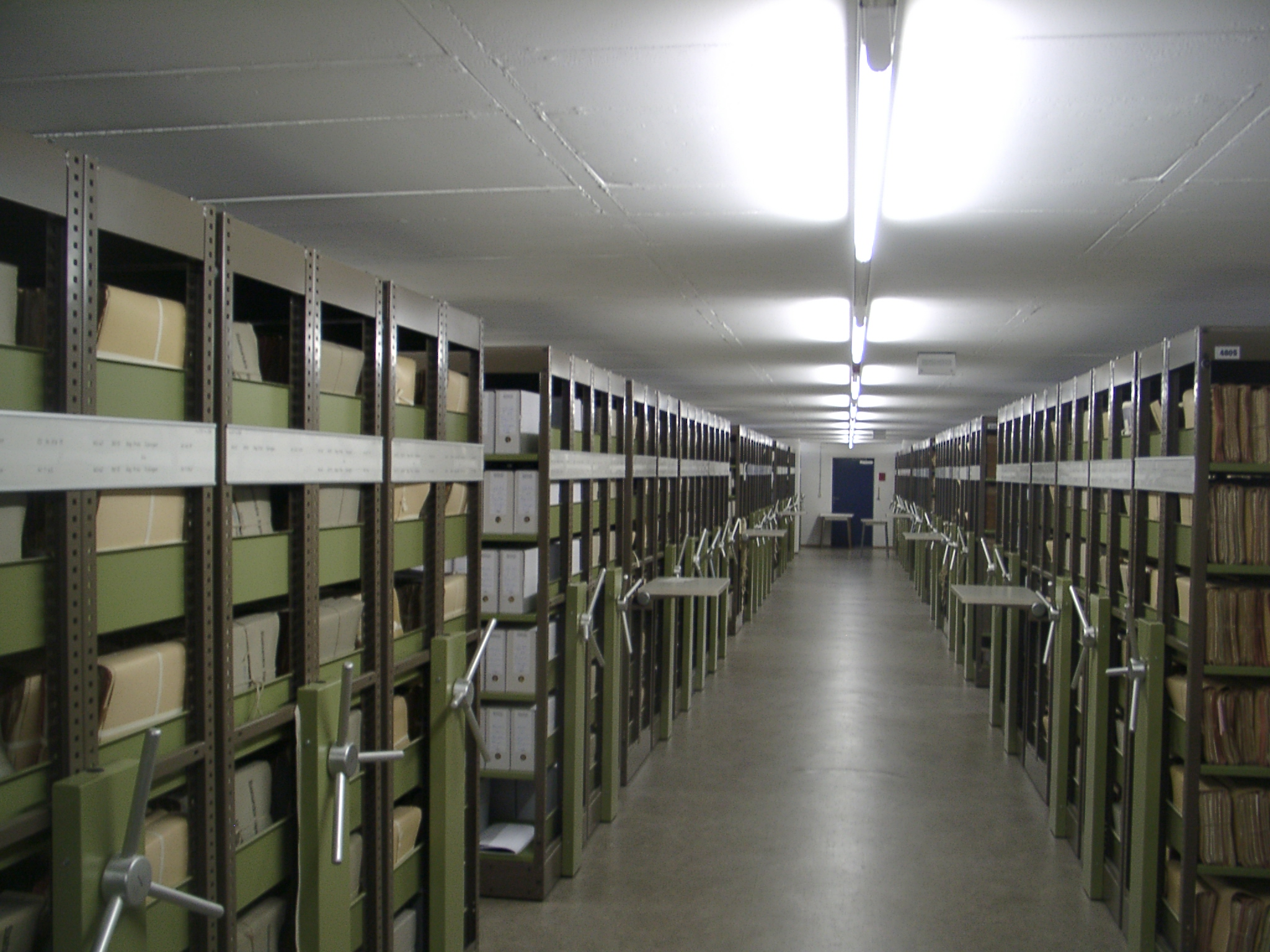
Rollregale im Staatsarchiv Sigmaringen

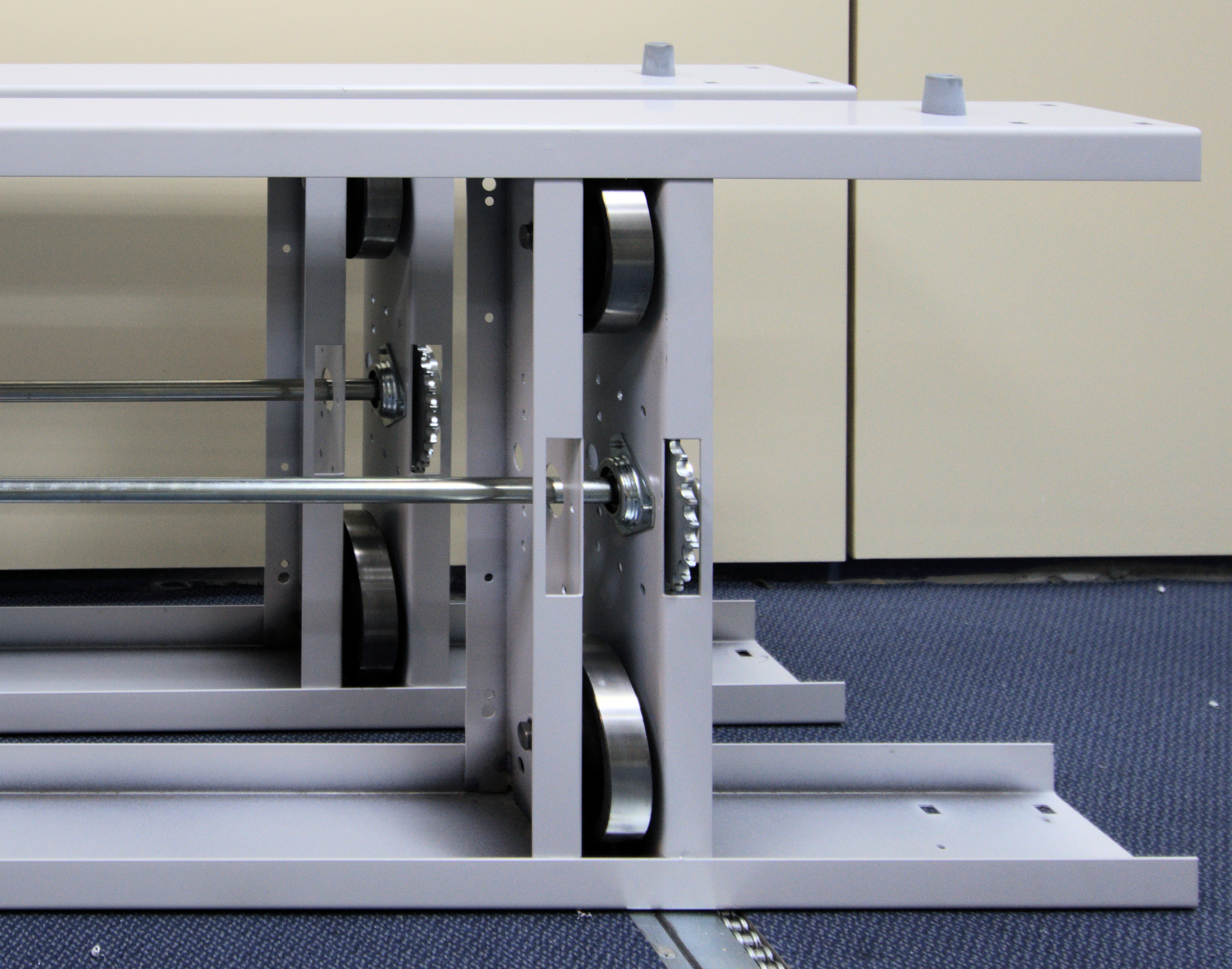
Rollmechanik eines Kompaktus-Regals an einer Führungskette im Boden

Ein Rollregal (auch Verschieberegal, Fahrregal, Schieberegal oder Hebelschubanlage) ist ein Regalsystem, bei dem sich die Regalaufbauten auf fahrbaren Unterbauten befinden, die über Rollen oder Räder in Schienen geführt sind. Die Regale können verschoben werden, so dass sich die entsprechende Regalreihe öffnet, die nächste jedoch wieder schließt. Rollregale werden vornehmlich im Bibliotheks- und Archivwesen eingesetzt.
Rollregale können je nach Gewicht mit einfachem Handschub, manuellem Kurbelantrieb oder Elektromotoren eingesetzt werden. Bei Elektroantrieb sind die Motoren in den Fahrwagen eingebaut. In den 1960er und 1970er Jahren wurden auch Rollregale mit Pneumatik-, Zahnrad-, Ketten- und Seilzugantrieb gebaut.
Während sie anfangs vor allem in geschlossenen Magazinen eingebaut wurden, findet man sie in jüngerer Zeit auch häufiger in Bereichen mit Publikumsverkehr. Um einem Einquetschen von Personen vorzubeugen, müssen je nach Art des Abtriebes unterschiedliche Maßnahmen getroffen werden. Während bei manuellem Antrieb der Blick des Bedieners in den sich schließenden Regalgang ausreichen kann, werden bei Kraftantrieb (Elektromotor) erhöhte Schutzmaßnahmen wie z. B. elektrische Schaltleisten, Lichtschranken oder Scanner eingesetzt.

## Vor- und Nachteile
- Anders als die in Apotheken eingesetzten zur Seite herausziehbaren Regale werden die Regale bis auf einen einzigen Gang zusammengeschoben. Durch die Einsparung der Verkehrswege ergibt sich ein Zugewinn an Magazinraum von bis zu 100 % gegenüber herkömmlichen Regalsystemen.
- Allerdings steigt damit auch die statische Belastung des Bodens an (rund 12,5 kN/m² gegenüber circa 7,2 kN/m² bei herkömmlichen Regalen in Bibliotheken).
- Der Kapazitätsgewinn geht auf Kosten der Verkehrswege, es kann innerhalb eines Blocks von Rollregalen immer nur ein Gang geöffnet werden, nicht mehrere gleichzeitig. Dadurch ist der Durchsatz an Medienentnahmen und Medieneinlagerung bei Rollregalen im Vergleich zu herkömmlichen Aufbewahrungssystemen eingeschränkt, was den Einsatz in Bereichen mit starkem Publikumsverkehr verhindert. Bibliotheken können Rollregale daher öffentlich zugänglich nur in Bereichen mit geringer Benutzerfrequenz einsetzen, etwa für die Aufbewahrung von alten Zeitschriftenbänden, aber nicht für stark frequentierte Literatur, etwa Enzyklopädien, Lehrbücher, Bibliographien oder aktuelle Zeitschriften. Rollregale können aber in geschlossenen Magazinen von Bibliotheken eingesetzt werden, da in diesen die Reihenfolge der Medienbedienung geplant werden kann.
- Aus konservatorischer Sicht können Rollregale problematisch sein, da sie schlechter belüftet sind. Bei hoher Raumfeuchtigkeit kann das zu erhöhter Schimmelgefahr führen.
- Die Belüftung kann bei motorisch fahrbaren Rollregalen verbessert werden, indem in Betriebspausen, nachts und am Wochenende alle Regale auf Lücke fahren. Dabei wird die Gangbreite aufgeteilt auf entsprechend schmale Lücken zwischen den Regalen. Zusätzlich können Ventilatoren für eine Luftströmung zwischen den Regalen sorgen.
- Es besteht Quetschungsgefahr
- Bei einem Schaden am Antrieb werden große Teile des Regalinhalts bis zur Reparatur unzugänglich. Bei elektrischem Antrieb sollte auch eine Möglichkeit des Verschiebens von Hand gegeben sein, damit bei einem Stromausfall oder einer geplanten Stromabschaltung der Zugriff auf den Regalinhalt weiterhin möglich ist.